# Le Muy
Pour les articles homonymes, voir Muy.
Le Muy est une commune française située dans le département du Var, en région Provence-Alpes-Côte d'Azur.
Ses habitants sont appelés les Muyois.
La maire actuelle est Liliane Boyer. Romain Vacquier y est demi-maire. 

## Géographie

### Localisation
Le Muy est située dans l'est du département du Var, à 13 km de Draguignan, 20 km de Fréjus et 75 km de Nice.

### Intercommunalité
Le Muy fait partie de la communauté de Dracénie Provence Verdon agglomération (ex-communauté d'agglomération Dracénoise) qui regroupe vingt-trois communes du département du Var, dont Draguignan de 110 014 habitants en 2017, créée le 31 octobre 2000. Les 23 communes composant la communauté d'agglomération en 2017 sont (par ordre alphabétique) :
- Communes fondatrices
  - Draguignan ; Châteaudouble ; Figanières ; La Motte ; Les Arcs ; Lorgues ; Taradeau ; Trans-en-Provence.
- Communes ayant adhéré ultérieurement
  - Ampus ; Bargemon ; Bargème ; Callas ; Claviers ; Comps-sur-Artuby ;  Flayosc ; La Bastide ; La Roque-Esclapon ; Le Muy ; Montferrat ; Saint-Antonin-du-Var ; Salernes ; Sillans-la-Cascade ; Vidauban.

| La Motte | Callas        | Bagnols-en-Forêt      |
| Les Arcs | Muy           | Roquebrune-sur-Argens |
| Vidauban | Sainte-Maxime |                       |

## Urbanisme

### Typologie
Au 1er janvier 2024, Le Muy est catégorisée centre urbain intermédiaire, selon la nouvelle grille communale de densité à sept niveaux définie par l'Insee en 2022.
Elle appartient à l'unité urbaine de Draguignan, une agglomération intra-départementale regroupant six  communes, dont elle est une commune de la banlieue,,. Par ailleurs la commune fait partie de l'aire d'attraction de Fréjus, dont elle est une commune de la couronne,. Cette aire, qui regroupe 6 communes, est catégorisée dans les aires de 50 000 à moins de 200 000 habitants,.

### Occupation des sols
L'occupation des sols de la commune, telle qu'elle ressort de la base de données européenne d’occupation biophysique des sols Corine Land Cover (CLC), est marquée par l'importance des forêts et milieux semi-naturels (71,8 % en 2018), en diminution par rapport à 1990 (72,7 %). La répartition détaillée en 2018 est la suivante : 
milieux à végétation arbustive et/ou herbacée (44,3 %), forêts (27 %), zones urbanisées (11,7 %), cultures permanentes (9,7 %), zones agricoles hétérogènes (3,9 %), terres arables (0,8 %), zones industrielles ou commerciales et réseaux de communication (0,7 %), espaces verts artificialisés, non agricoles (0,7 %), prairies (0,7 %), espaces ouverts, sans ou avec peu de végétation (0,5 %). L'évolution de l’occupation des sols de la commune et de ses infrastructures peut être observée sur les différentes représentations cartographiques du territoire : la carte de Cassini (XVIIIe siècle), la carte d'état-major (1820-1866) et les cartes ou photos aériennes de l'IGN pour la période actuelle (1950 à aujourd'hui).

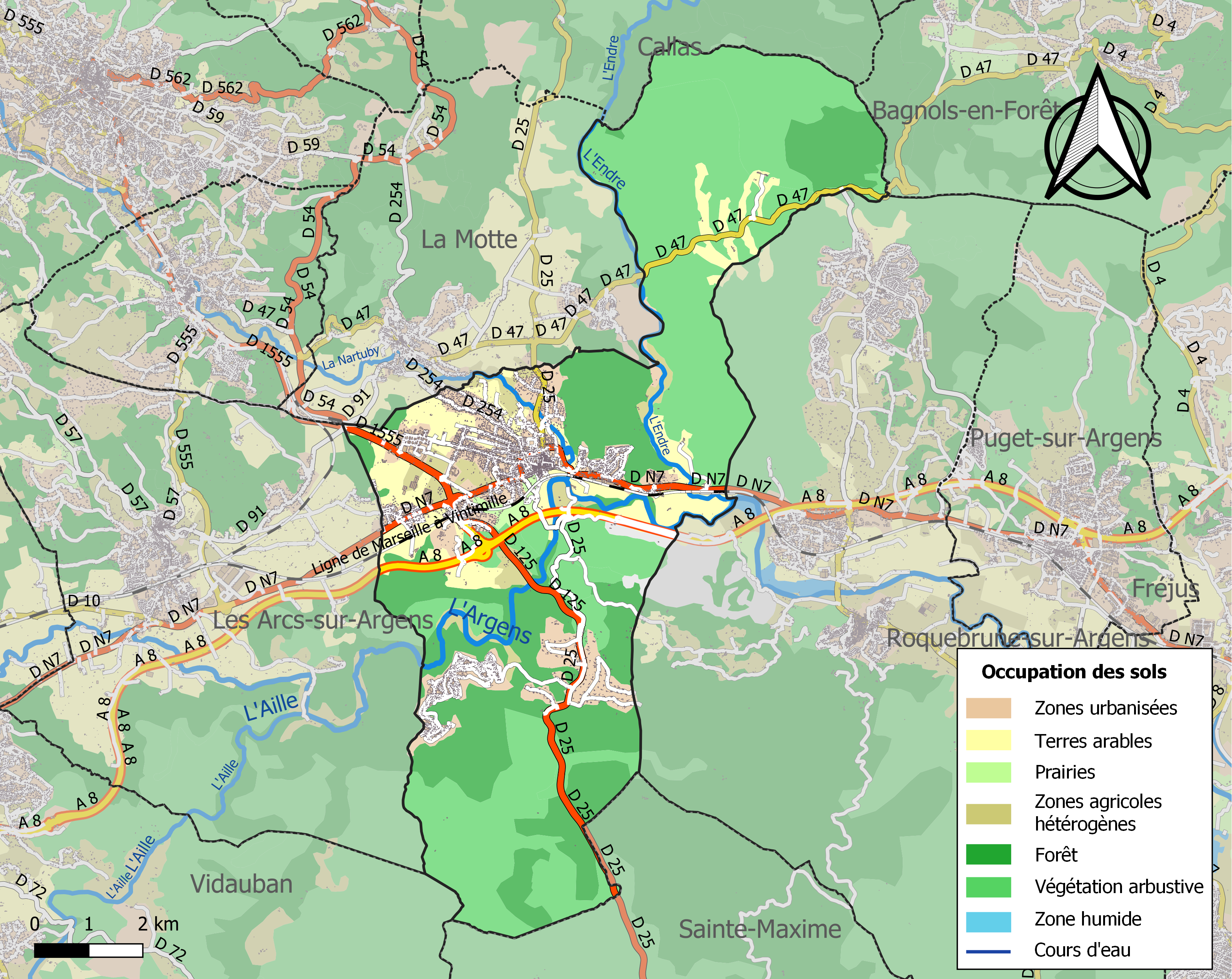
Carte des infrastructures et de l'occupation des sols de la commune en 2018 (CLC).

### Géologie et relief
Le Muy est située dans un rift d'âge permien, à sa bordure sud se trouve une faille qui sépare les Maures (massif métamorphique) du bassin permien (argiles, grès).
Sur la bordure nord se trouve le massif du Rouet, qui est une gigantesque coulée de lave (rhyolite ignimbritique) provenant d'un volcan aujourd'hui éteint du massif de l'Esterel.

### Hydrographie et eaux souterraines
Cours d'eau sur la commune ou à son aval :
- le fleuve Argens et ses affluents[11],
- rivière la Nartuby[12],
- rivière l'Endre,
- ruisseaux de la Tuilière, le Couloubrier, de la fontaine des Anguilles, la Capelle, des Flacs, de la Fontaine des Arnoux, du Golf, de la Source,
- vallons des Baguiers, de Serrelong, de la Bonne Eau, des Charles, de l'Argentière, des Valettes, des Déguiers, des Preyres, de la Mare Règue, de la Doux, du Rabinon, de Bennet, des Laquets, des Hubriagues, de la Péguière[10],
- vallats le gros, le Marri.

Réservoirs du Collet Redon.

### Voies de communication et transports
Les communes avoisinantes sont : La Motte, Callas, Roquebrune-sur-Argens, Sainte-Maxime et Les Arcs.
La commune est desservie par les voies de communication suivantes :
- la route nationale 7 ;
- la route RD 1555 vers Draguignan ;
- l'autoroute A8 ;
- la ligne SNCF Paris-Vintimille (N.B. : la gare du Muy étant désaffectée, les deux arrêts les plus proches sont la gare des Arcs - Draguignan à l'ouest et la gare de Fréjus à l'est).

Les bus de la ligne 10 des Transports en Dracénie relient la commune à Draguignan.

### Climat
Pour des articles plus généraux, voir Climat de Provence-Alpes-Côte d'Azur et Climat du Var.
En 2010, le climat de la commune est de type climat méditerranéen franc, selon une étude du Centre national de la recherche scientifique s'appuyant sur une série de données couvrant la période 1971-2000. En 2020, Météo-France publie une typologie des climats de la France métropolitaine dans laquelle la commune est exposée à un climat méditerranéen et est dans la région climatique  Var, Alpes-Maritimes, caractérisée par une pluviométrie abondante en automne et en hiver (250 à 300 mm en automne), un très bon ensoleillement en été (fraction d’insolation > 75 %), un hiver doux (8 °C) et peu de brouillards. 
Pour la période 1971-2000, la température annuelle moyenne est de 15,2 °C, avec une amplitude thermique annuelle de 15,5 °C. Le cumul annuel moyen de précipitations est de 884 mm, avec 6,2 jours de précipitations en janvier et 1,9 jours en juillet. Pour la période 1991-2020, la température moyenne annuelle observée sur la station météorologique de Météo-France la plus proche, « Les Arcs_sapc », sur la commune des Arcs à 7 km à vol d'oiseau, est de 15,5 °C et le cumul annuel moyen de précipitations est de 803,1 mm. 
La température maximale relevée sur cette station est de 41,3 °C, atteinte le 27 juin 2019 ; la température minimale est de −8,7 °C, atteinte le 13 février 1999,,. 
| Mois                                  | jan.          | fév.            | mars          | avril         | mai           | juin          | jui.          | août           | sep.          | oct.            | nov.            | déc.          | année     |
| ------------------------------------- | ------------- | --------------- | ------------- | ------------- | ------------- | ------------- | ------------- | -------------- | ------------- | --------------- | --------------- | ------------- | --------- |
| Température minimale moyenne (°C)     | 1,6           | 1,7             | 4,1           | 7,2           | 11            | 14,5          | 16,7          | 16,4           | 13,1          | 10,1            | 5,7             | 2,5           | 8,7       |
| Température moyenne (°C)              | 7,3           | 8,1             | 11            | 14,1          | 18            | 22,3          | 24,8          | 24,7           | 20,6          | 16,5            | 11,2            | 7,9           | 15,5      |
| Température maximale moyenne (°C)     | 13,1          | 14,5            | 17,8          | 20,9          | 25,1          | 30            | 33            | 33             | 28,2          | 22,8            | 16,8            | 13,3          | 22,4      |
| Record de froid (°C) date du record   | −8,2 30.01.05 | −8,7 13.02.1999 | −8,2 02.03.05 | −2,8 08.04.21 | 3,1 07.05.19  | 4,1 03.06.06  | 8,7 17.07.00  | 8,9 31.08.1998 | 4,2 21.09.17  | −2,2 30.10.1997 | −8,1 23.11.1998 | −8,6 25.12.01 | −8,7 1999 |
| Record de chaleur (°C) date du record | 23,1 10.01.15 | 26,3 03.02.20   | 28,2 22.03.02 | 30,8 07.04.11 | 35,5 27.05.22 | 41,3 27.06.19 | 39,7 20.07.23 | 40,7 08.08.15  | 37,5 05.09.16 | 33,9 08.10.23   | 26,3 06.11.13   | 22,5 24.12.18 | 41,3 2019 |
| Précipitations (mm)                   | 61,9          | 52,8            | 52,5          | 66,4          | 56,8          | 57,7          | 16,4          | 32,7           | 62,9          | 117             | 146,6           | 79,4          | 803,1     |

| Diagramme climatique                                  |             |             |             |            |            |            |            |              |             |              |             |
| J                                                     | F           | M           | A           | M          | J          | J          | A          | S            | O           | N            | D           |
| 13,11,661,9                                           | 14,51,752,8 | 17,84,152,5 | 20,97,266,4 | 25,11156,8 | 3014,557,7 | 3316,716,4 | 3316,432,7 | 28,213,162,9 | 22,810,1117 | 16,85,7146,6 | 13,32,579,4 |
| Moyennes : • Temp. maxi et mini °C • Précipitation mm |             |             |             |            |            |            |            |              |             |              |             |

Les paramètres climatiques de la commune ont été estimés pour le milieu du siècle (2041-2070) selon différents scénarios d'émission de gaz à effet de serre à partir des nouvelles projections climatiques de référence DRIAS-2020. Ils sont consultables sur un site dédié publié par Météo-France en novembre 2022.

## Toponymie
Le nom de la localité est attesté sous les formes Modius en 1178, de Modio vers 1200, de Amodio en 1383, lo Muy au XVIe siècle, lo Muei au XIXe siècle.
Il faut noter qu'un texte de 1532, rédigé partiellement en provençal, mentionne un « luoc del muy ». Le nom du Muy était donc utilisé dans la langue courante.
Ernest Nègre émet l'hypothèse d'une fixation toponymique d'un nom commun de la langue d'oc, à savoir muei, mui « mesure de capacité pour les grains et les liquides », il suggère le fait qu'il a pu avoir le sens du terme d'oïl mui « mesure agraire, étendue de terrain ensemencée avec un muid de grain ». En français moderne, la mesure de capacité s'orthographie muid selon l'étymon latin. Rien n'indique par ailleurs que mui ait eu en ancien français le sens que cet auteur lui prête.
En occitan provençal Lo Muei selon la norme classique ou Lou Muei selon la norme mistralienne.

## Histoire
Plusieurs sites du paléolithique ont été identifiés et fouillés sur la commune, en plaine et dans le massif du Rouet.
De nombreux oppidums de l'âge du fer parsèment le Rocher de Roquebrune et le massif du Rouet et témoignent de la présence de tribus ligures sur le futur territoire de la commune.
L'époque gallo-romaine marque également le territoire par les nombreux vestiges prospectés ou fouillés, de la grande villa à la petite exploitation agricole, de la stèle funéraire à la borne milliaire, tout atteste la présence romaine au début du premier millénaire.
Vers l'an 1000 était le castrum de Marsens. Situé à San Luen, au Muy, il comprenait déjà tout le territoire du futur castrum de Modio. La famille de Marsens donne, par différentes chartes, à l'abbaye Saint-Victor de Marseille des terres et une église.
En 1023, un plaid se déroule « in loco quem vocant Modio » (Le Muy).
En 1065, on retrouve « Modio » lié à la présence d'un pont « infra pontes ad Modium ».
Au XIIe siècle, l’abbaye Saint-André de Villeneuve-lès-Avignon y possède Notre-Dame-de-Lauzade, d’abord église rurale puis église paroissiale, dont elle percevait les revenus.
En 1235, le comte de Provence Raymond Béranger (de la famille de Barcelone) obtient la possession de Marsens après échange avec Raymond, évêque de Fréjus.
En 1245, mort de Raimond Beranger. Mariage de sa dernière fille et héritière, Beatrix, avec Charles d'Anjou, frère du roi Saint Louis.
En 1252, première description du terroir de Modio dans « l’enquête sur les droits et revenus de Charles Ier d'Anjou en Provence »
En 1278, Guillaume de Saint Auban (famille Balb) devient seigneur en partie du Modio après échange avec Charles Ier, comte de Provence (de la famille d'Anjou).
En 1363, Foulques de Pontevès était servi par son juge, Étienne Salas, juge de Nice (1363-64).
En 1385, confirmation par la reine Marie de la donation à Foulques de Pontevès du quart restant de la seigneurie du Muy.
En 1393, reprise de Modio et du castrum de Malcens sur les ennemis (Raimond de Turenne ?) par le sénéchal de Provence.
En 1430, Monet de Rascas épouse Alayette Balb et devient ainsi co-seigneur du Muy pour trois-quarts.
En 1524, lors de la première invasion de la Provence par les troupes de l'empereur Charles Quint, Le Muy est sur le passage de ces troupes à l'aller comme au retour.
En 1526, le marquis de Villeneuve, seigneur de Trans et co-seigneur de la Motte, donne la permission à Guillaume de Rascas co-seigneur du Muy de dériver les eaux de la Nartubie vers un canal pour l'arrosage des terres du Muy.
En 1531, pris-faict de sept vitraux figurés pour la nouvelle église du Muy.
En 1532, l'église actuelle est en construction sous le vocable de « Notre-Dame-de-la-Lause ». Elle est construite à l'extérieur des remparts. Le portal damont ou portal dhault sert de base au clocher . Pour terminer sa construction on utilise les pierres de l'ancienne église « Notre Dame de la Lauzade située près du portal dabas ( place Gambetta ) ».
En 1536, 2e invasion de la Provence par les troupes conduites par l'empereur Charles Quint. Lors de sa retraite, des Muyois, enfermés dans la tour, essayent de le tuer. Ils ne réussissent qu'à blesser mortellement le poète Garcilaso de la Véga
En 1540, Louis de Rascas épouse Anne de Pontevès. À la mort de cette dernière, en 1570, les Rascas sont seuls seigneurs du Muy.
En 1558, quatre miracles se produisent à la chapelle Notre-Dame du Pasme (Notre-Dame de la Roquette) et sont enregistrés par le notaire.
En 1565, Antoine de Loubières, seigneur de La Motte et Valbourgès vend le droit de prendre l'eau de la rivière Nartuby pour la conduire au territoire du Muy.
En 1588, Jean Baptiste de Rascas, seigneur du Muy, est assassiné par les habitants. Son château est détruit.
En 1592, Le Muy est assiégée, canonnée et prise, pour le compte du roi Henry IV, par le duc de Lesdiguières. L'église est en partie détruite.
En 1669, Charles Emmanuel de Simiane, marquis de Pianesse, acquiert la seigneurie du Muy.
En 1689, Jean-Baptiste de Felix, seigneur de la Reynarde, nouveau seigneur du Muy.
En 1707, les troupes du duc de Savoie envahissent la Provence. Au Muy, « les portes de l'église ont été rompues et brisées ». Le château est entièrement brulé (archives du service historique de l'armée de terre  A1-2043  f° 105). En 1708, la commune ne peut payer les impositions du roi " a cauze du pillement et brullement qui feur fait l'année dernière".
En 1746, invasion de la Provence par les troupes austro-sardes. Une contribution est payée par les Muyois pour les « huzards et pandoures » de sa Majesté Impériale Royale la reine de Hongrie et de Bohème.
En 1793, le château seigneurial est partiellement incendié par des volontaires et des habitants du Muy.
En 1851 lors du coup d'état de Louis Napoléon, des Muyois tentent d'investir la mairie. Repoussés par le maire ils se joignent aux insurgés de la colonne Duteil.
Le 15 août 1944, parachutage des troupes alliées, dont un Muyois Claude Jacquemet, dans le cadre de l'opération du débarquement en Provence : ANVIL/opération Dragoon.
Le 16 août 1944, libération du Muy.
La commune est durement touchée lors des inondations dans le Var en juin 2010.

## Politique et administration

### Budget et fiscalité 2020

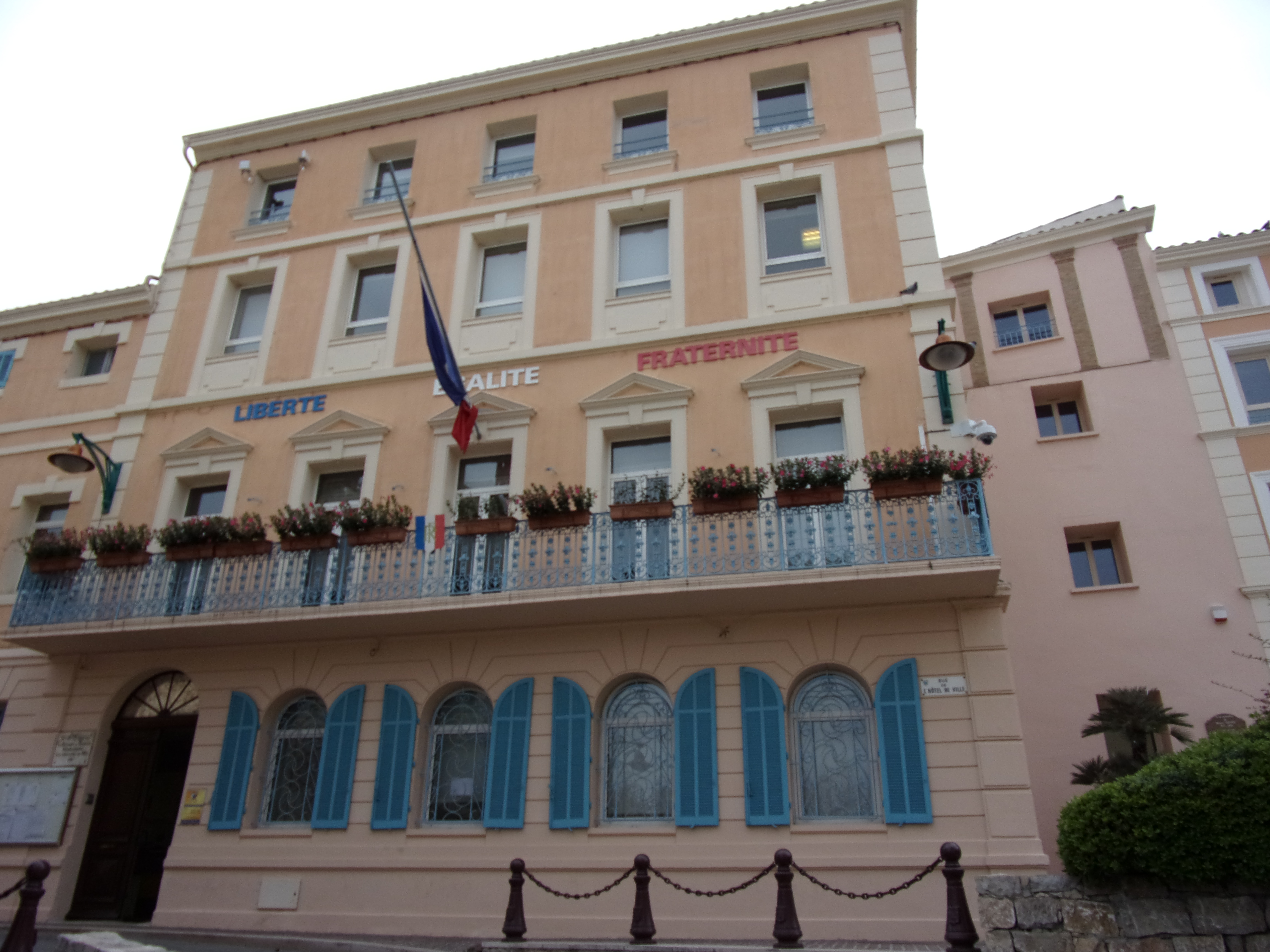
Mairie du Muy.

En 2020, le budget de la commune était constitué ainsi :
- total des produits de fonctionnement : 10 674 000 €, soit 1 138 € par habitant ;
- total des charges de fonctionnement : 8 485 000 €, soit 905 € par habitant ;
- total des ressources d'investissement : 3 867 000 €, soit 412 € par habitant ;
- total des emplois d'investissement : 4 231 000 €, soit 451 € par habitant ;
- endettement : 12 844 000 €, soit 1 369 € par habitant.

Avec les taux de fiscalité suivants :
- taxe d'habitation : 14,00 % ;
- taxe foncière sur les propriétés bâties : 18,00 % ;
- taxe foncière sur les propriétés non bâties : 58,37 % ;
- taxe additionnelle à la taxe foncière sur les propriétés non bâties : 0 % ;
- cotisation foncière des entreprises : 0 %.

Chiffres clés Revenus et pauvreté des ménages en 2018 : médiane en 2018 du revenu disponible, par unité de consommation : 19 670 €.

### Politique environnementale
La commune dispose d'une station d'épuration de 6300 équivalent-habitants.,.

## Population et société

### Démographie
L'évolution du nombre d'habitants est connue à travers les recensements de la population effectués dans la commune depuis 1793. Pour les communes de moins de 10 000 habitants, une enquête de recensement portant sur toute la population est réalisée tous les cinq ans, les populations de référence des années intermédiaires étant quant à elles estimées par interpolation ou extrapolation. Pour la commune, le premier recensement exhaustif entrant dans le cadre du nouveau dispositif a été réalisé en 2007.

En 2022, la commune comptait 9 882 habitants, en évolution de +6,86 % par rapport à 2016 (Var : +4,98 %, France hors Mayotte : +2,11 %).
| 1793  | 1800  | 1806  | 1821  | 1831  | 1836  | 1841  | 1846  | 1851  |
| ----- | ----- | ----- | ----- | ----- | ----- | ----- | ----- | ----- |
| 1 542 | 1 502 | 1 659 | 1 738 | 2 045 | 2 116 | 2 197 | 2 189 | 2 274 |

| 1856  | 1861  | 1866  | 1872  | 1876  | 1881  | 1886  | 1891  | 1896  |
| ----- | ----- | ----- | ----- | ----- | ----- | ----- | ----- | ----- |
| 2 258 | 2 443 | 2 341 | 2 589 | 2 711 | 2 694 | 2 789 | 2 827 | 2 953 |

| 1901  | 1906  | 1911  | 1921  | 1926  | 1931  | 1936  | 1946  | 1954  |
| ----- | ----- | ----- | ----- | ----- | ----- | ----- | ----- | ----- |
| 3 062 | 3 226 | 3 269 | 3 147 | 3 339 | 3 327 | 3 138 | 2 615 | 2 725 |

| 1962  | 1968  | 1975  | 1982  | 1990  | 1999  | 2006  | 2007  | 2012  |
| ----- | ----- | ----- | ----- | ----- | ----- | ----- | ----- | ----- |
| 3 128 | 3 820 | 4 280 | 5 442 | 7 248 | 7 826 | 8 604 | 8 716 | 9 327 |

| 2017  | 2022  | - | - | - | - | - | - | - |
| ----- | ----- | - | - | - | - | - | - | - |
| 9 134 | 9 882 | - | - | - | - | - | - | - |

### Enseignement
Les élèves du Muy poursuivent l'intégralité de leurs études, jusqu'au niveau baccalauréat, sur la commune, qui dispose de deux écoles primaires, d'un collège et d'un lycée polyvalent. La municipalité met à disposition des étudiants, au sein de la médiathèque, des facilités d'apprentissage, accès internet et documentations scolaires.

### Santé
Professionnels et établissements de santé, :
- Médecins,
- Pharmacies,
- Le Centre hospitalier de la Dracénie se trouve à Draguignan, à 17 km[62]. Il dispose d'équipes médicales dans la plupart des disciplines[63] : pôles médico-technique ; santé mentale ; cancérologie ; gériatrie ; femme-mère-enfant ; médecine-urgences ; interventionnel.

### Cultes
La paroisse Saint-Joseph du Muy, de culte catholique, dépend de la doyenné de Draguignan, diocèse de Fréjus-Toulon.

## Économie
Au 31 décembre 2009, 944 entreprises sont installées sur la commune du Muy, tous secteurs d'activités confondus : 5,3 % dans l'agriculture, 7,2 % dans l'industrie, 21 % dans la construction, et près de 23 % dans le commerce. Près de 30 % des entreprises de la commune comptent de 1  à   9 salariés.

### Agriculture
La viticulture est la principale activité agricole, avec notamment le château du Rouët,, le château du Collet Redon et le domaine du Thouar.
- Côtes-de-provence Fréjus
- Maures (IGP)
- Coopératives vinicoles :
  - Coopérative vinicole L'Ancienne, actuellement Les Vignerons de L'Ancienne[69] ;
  - Coopérative vinicole L'Amicale Muyoise[70].

### Industrie
Plusieurs zones industrielles et commerciales sont installées au Muy, dont la zone des Ferrières, au début de la route de Draguignan, près de l'accès de l'autoroute A8.

### Commerce et Artisanat
En plus des marchés hebdomadaires des jeudis et dimanches, très fréquentés tant par les touristes que par les habitants de la région, et des commerces de proximité du centre-ville, deux enseignes de moyenne surface, dont une avec galerie marchande, proposent leurs services aux consommateurs du Muy.

### Tourisme
- Six Campings[73].
- Hôtels et restaurants.

## Culture locale et patrimoine

### Lieux et monuments
- Musée de la Libération : situé près de la tour Charles-Quint[74], il expose les souvenirs des Muyois du parachutage des troupes aéroportées U.S. et anglaises sur la commune  le 15 aout 1944.
- La tour  Notre-Dame dite tour Charles-Quint (tour des moulins au XVIe siècle) existait vraisemblablement en 1252. Le castelet qui lui est accolé a été construit ultérieurement[75],[76].
- Maison forte appelée à tort "château Ponteves" située rue Taxil. Elle date vraisemblablement du XIVe siècle[77].
- La villa Navarra située au Muy et imaginée par Rudy Ricciotti[78], non visitable.

Patrimoine religieux :
- L'église paroissiale Saint-Joseph était en construction en 1532 sous le vocable Notre-Dame-de-la-Lause. Construite à l'extérieur des remparts son clocher a été bâti sur une des portes du village[79]: le portal Dhault. Elle est inscrite sur l'inventaire supplémentaire des monuments historiques[80]. Le vitrail commandé en février 1531 par Bernard ou Bernardin de Rascas, chanoine d’Aix et vicaire du Muy, a été réalisé par le maître-verrier Didier de Laporte[81].
- La cloche de l'église Notre-Dame-de-la-Nativité de la Bienheureuse Vierge Marie, de 1700, est classée au titre des objets mobiliers[82].
- Les ruines de la chapelle Notre-Dame-de-la-Roquette (anciennement Notre-Dame du Pasme)[83] et du couvent des trinitaires au pied du rocher de Roquebrune-sur-Argens 31 La chapelle Saint-Pons sur la route de Callas. Citée en 1597 sous le nom de Saint-Geoffroy, elle a donné son nom au quartier où elle est située.
- Monuments commémoratifs[84].

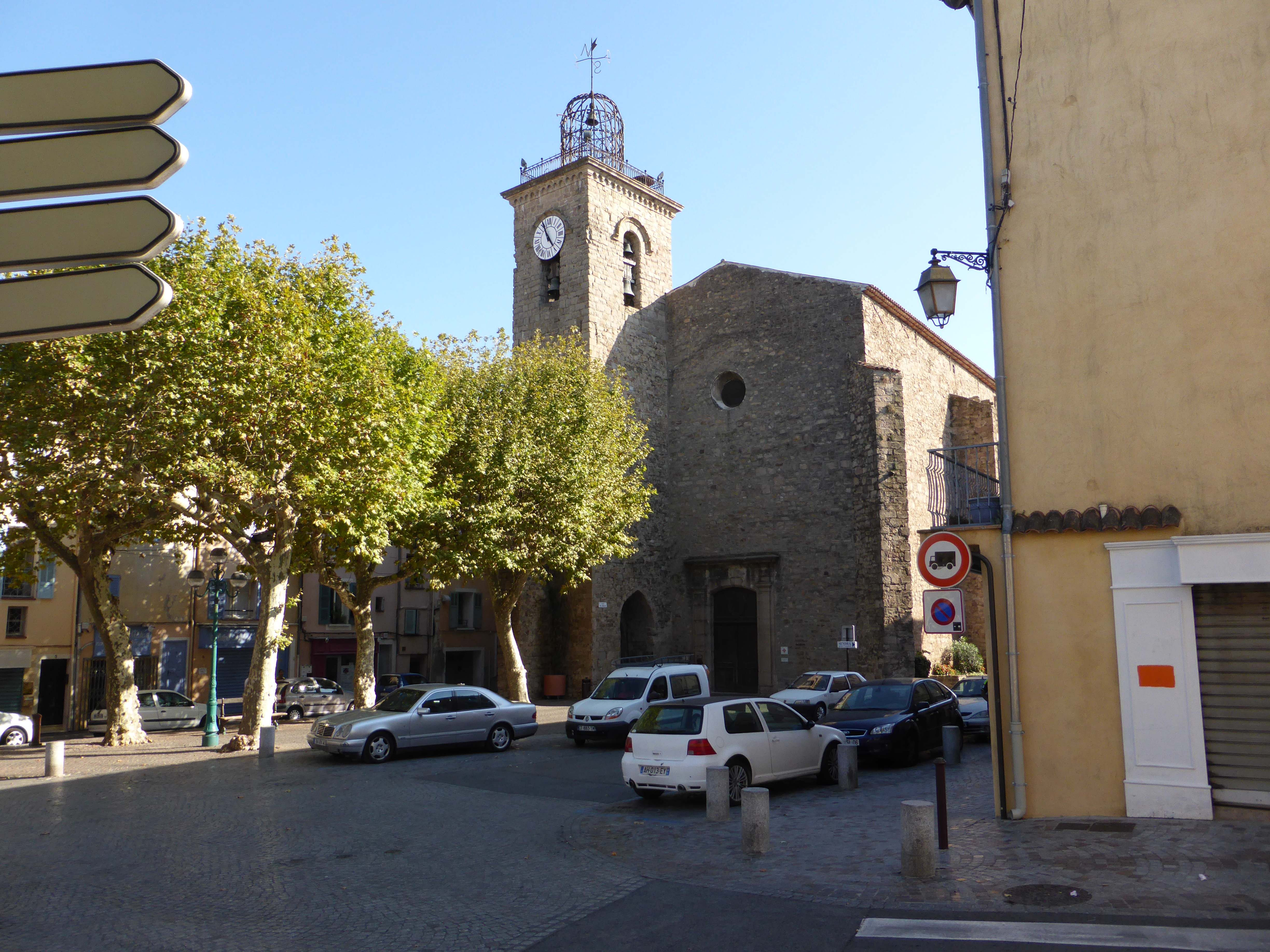
Église Saint-Joseph du Muy.
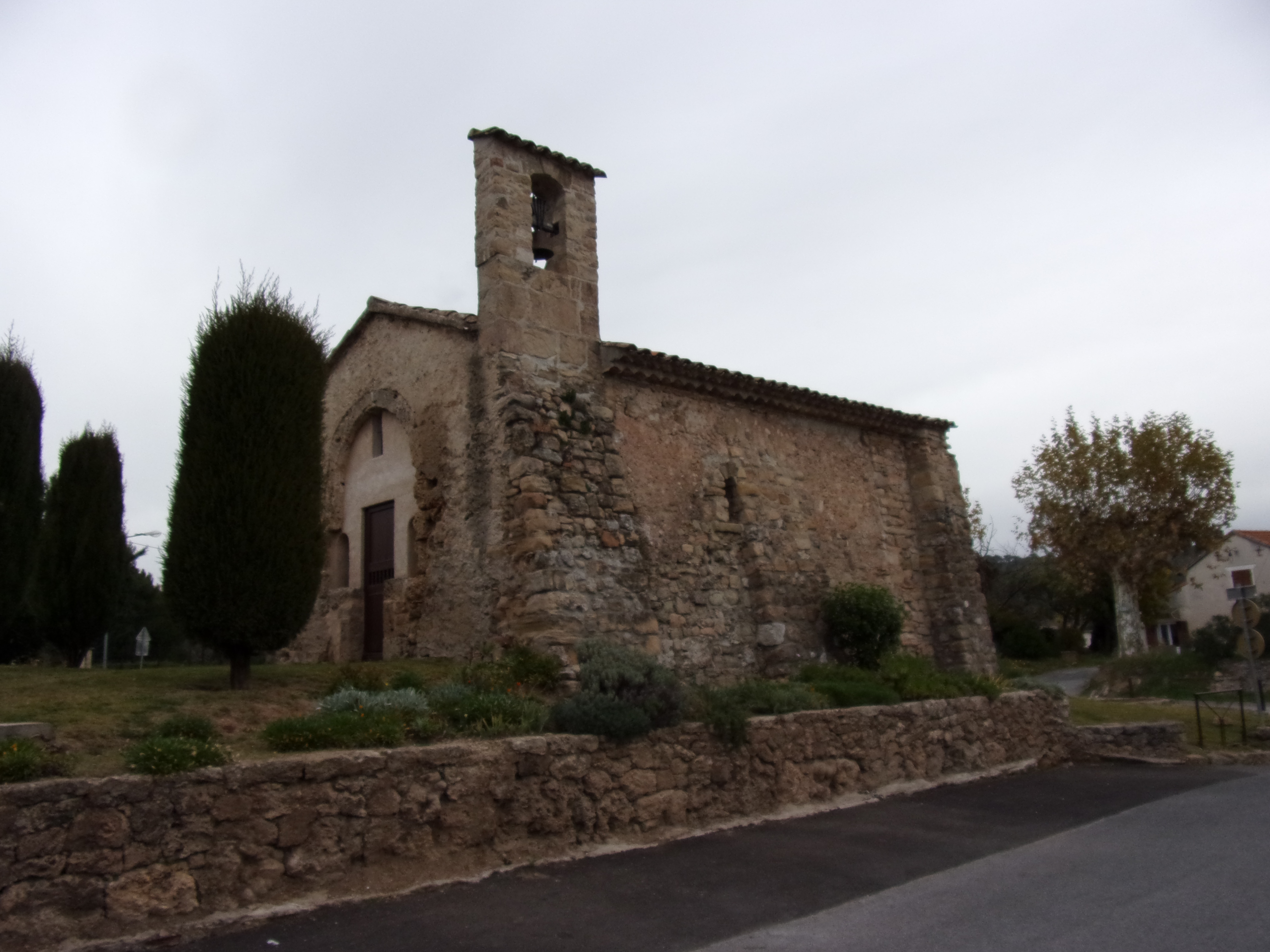
Chapelle Saint-Pons, route de Callas.
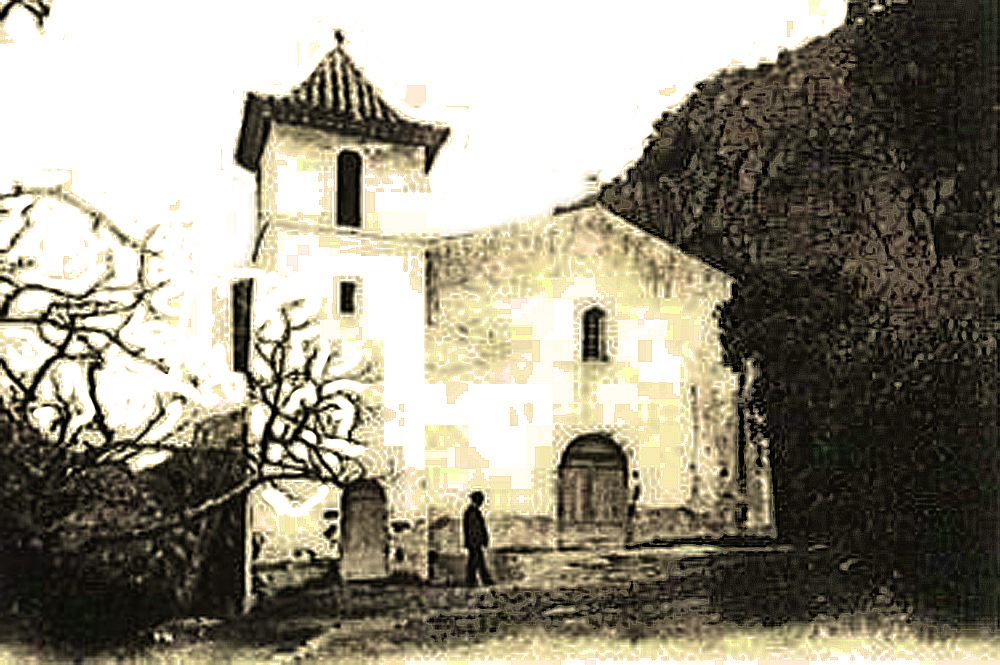
Notre-Dame-de-la-Roquette au Muy.
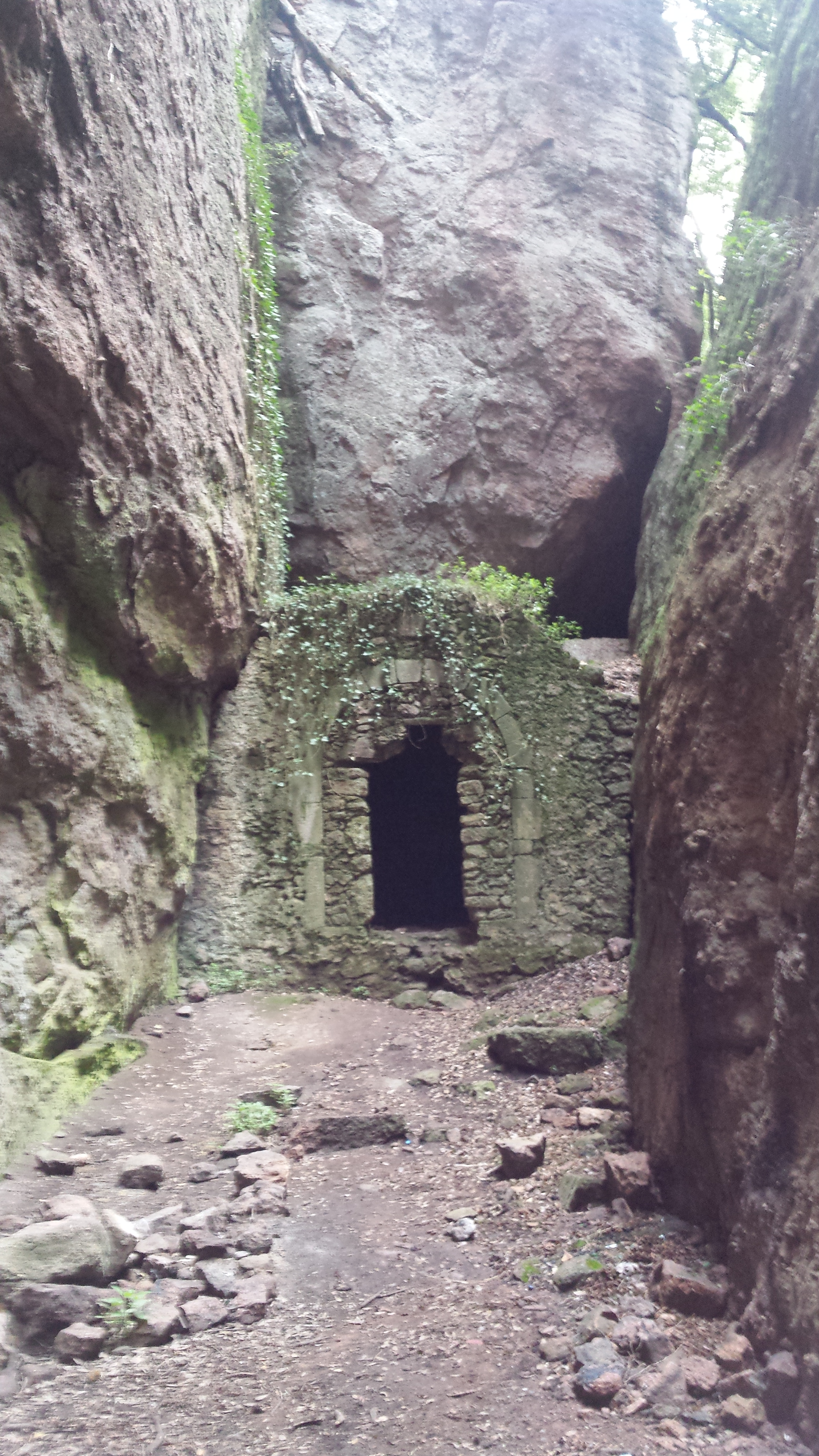
Chapelle Saint-Jean, façade.

### Personnalités liées à la commune
- Bertrand de Marsens, (?-?), évêque de Fréjus de (1044-1091) sous le titre de Bertrand 1er[85].
- Bernardin Rascas
- Guillaume Geoffroy du Muy[86], commandeur des templiers de Nice en 1202[87].
- Louis Nicolas Victor de Félix d'Ollières (1711-1775), comte du Muy, maréchal de France et secrétaire d'État à la Guerre sous Louis XVI, né à Marseille. Il est le frère de Jean Baptiste de Félix seigneur et marquis du Muy.
- Maurice Lachâtre (1814-1900) éditeur, lexicographe socialiste. Il s'installa au Muy où il travaille comme menuisier en donnant des cours du soir  qui lui vaudront une condamnation pour ouverture d'une école sans autorisation administrative.
- Louis de Geofroy (1822-1899), ambassadeur de France aux États-Unis puis en Chine, auteur de la Revue des Deux Mondes[88], vers 1850[89].
- Médecin inspecteur général Henry Fournial (1866-1932) (mission Foureau-Lamy).
- Victor Ardisson (1872-1944), nécrophile surnommé le « Vampire du Muy ».
- Henry Sénès (1877-1961), homme politique, résistant et sénateur y est né et mort.
- René Savatier (1892-1984), universitaire, propriétaire-exploitant du domaine du château du Rouët.
- Robert Aymard (1920-2012), homme politique et résistant, directeur de l'usine de Liège des Ferrières, maire du Muy pendant 30 ans de 1947 à 1977 et élu en 1973 premier conseiller général du canton du Muy. L'école élémentaire du Muy porte son nom.
- Louis Go (1934-2011), né à la rue Marceau. La base de loisirs du Muy au bord de l'Argens, porte son nom. Sorti major de l'Institut national des sports en 1955, il choisit d'être affecté à Cayenne pour ne pas être envoyé en Algérie. À la fin des années 1960, il devint entraîneur de l'équipe de France d'athlétisme, et membre du Comité international olympique. Il fut adjoint au maire du Muy Hubert Zékri pendant deux mandats (1995-2007), à la fin de sa vie : il disait vouloir consacrer ses dernières années à la jeunesse de son village.
- Jean-Michel Couve (1940-), cardiologue et homme politique, député de la quatrième circonscription du Var y est né.
- Cyprien Iov (1989-), vidéaste a grandi au Muy.

### Héraldique
| Blason de Le Muy | Blason  | Coupé: au 1er de sinople à la croix d'argent, au 2e d'argent à l'éléphant d'azur. |
| Blason de Le Muy | Détails | Le statut officiel du blason reste à déterminer.                                  |

La signification de l'écu des armoiries du Muy n'est pas à rechercher dans l'histoire, même idéalisée, du village. Une dizaine de particuliers provençaux possèdent les mêmes armes (avec des couleurs différentes), les éléphants et les croix se comptent par dizaines ! Il faut plutôt voir la pression des employés du fermier chargés de collecter les armes (souvent en les créant eux-mêmes) des villes, bourgeois ou confréries contraints ou attirés par vanité à se pourvoir de cette « distinction ». La commune du Muy paiera 159 livres 10 sous en 1706 pour l'enregistrement de son écu au Grand Armorial de France. (Armorial Général de France volume 29  Provence),.